# Prostěsdělovací styl
Prostěsdělovací (hovorový) styl je styl běžné každodenní komunikace – (např. v rodině, mezi přáteli, ve škole, v zaměstnání apod.). Základní potřeba tohoto stylu je dorozumění. Vyznačuje se běžnou slovní zásobou, jednoduchou větnou stavbou a kompozicí. Podává informace, někdy citové a hodnotící postoje k nejrůznějším tématům všedního života. Mluvené projevy jsou doprovázeny gestikulací, mimikou, pro písemné je charakteristiká úspornost ve vyjadřování.
Prostěsdělovací styl se tak liší od  ostatních stylů komunikace, což jsou styly publicistický, odborný, administrativní, umělecký a řečnický. Nověji se uvádí styl esejistický, na pomezí mezi stylem odborným a uměleckým.

## Historie
Terminologie, podle které byly pojmenovány styly se vyvíjela. František Trávníček užíval výraz sloh a jednotlivé slohy nazýval odborný (vědecký a praktický), novinářský, řečnický, úřední, společenský (v zásadě ekvivalent prostěsdělovacího stylu) a umělecký.

## Charakteristika
Pro prostěsdělovací styl jsou charakteristické zejména následující znaky:
- Často se vyjadřuje hovorovým jazykem, někdy i nářečím, případně obecnou češtinou; chybí v něm knižní výrazy nebo výrazy zastaralé
- Odchyluje se v hláskosloví, tvarosloví apod. od spisovné češtiny (např. koncovka –ma u všech rodů – oknama
- Má jednoduchou větnou stavbu

V porovnání se styly uměleckým a odborným považuje jazykověda styl prostěsdělovací za nižší.

## Formy
Nejtypičtější formou prostěsdělovacího stylu je mluvený dialog, případně veřejná vystoupení prezentovaná např. ve formě přípitku, příspěvku do diskuse apod.
Prostěsdělovací styl může mít i písemnou formu, která se blíží stylu administrativnímu. Může se jednat o různé zprávy, formuláře, inzeráty apod., pro které je charakteristická úspornost vyjadřování, často větami bez sloves a s ustálenými frázemi. Je též častý ve zprávách SMS nebo v internetových chatech.